# Ambasaguas (Encinedo)
Ambasaguas (en cabreirés Ambasauguas) es una localidad española del municipio de Encinedo (León, Castilla y León). 
Pertenece a la histórica y tradicional comarca de La Cabrera, dentro de la denominada Cabrera Baja, y se encuentra situado en plena sierra de la Cabrera.

## Historia
Pascual Madoz, describió esta localidad en el tomo II del Diccionario geográfico-estadístico-histórico de España y sus posesiones de Ultramar (1846 y 1850):

Lugar en la provincia de León (14 leguas), partido judicial y administración de rentas de Ponferrada, audiencia territorial y capitanía general de Valladolid, diócesis de Astorga, y ayuntamiento de Encinedo. Situado en un valle a la margen derecha y en la confluencia del río Cabrera con el río Argañal, sobre los cuales hay un puente de piedra para pasar a Quintanilla de Losada: Combátenle todos los vientos y su clima es bastante saludable. Tiene 34 casas, algunas de ellas de dos pisos, todas cubiertas de pizarra o teja y de mala distribución interior. Hay una iglesia parroquial bajo la advocación de Santa Marina, aneja de Robledo de Losada, y servida por un vicario o teniente nombrado por el cura párroco de la matriz. Confina el término por Norte con el de Quintanilla de Losada, por Este con el de Nogar, por Sur con el de Santa Eulalia, y por Oeste, con el de Robledo de Losada. El terreno enteramente llano, y se halla regado con las aguas de los expresados ríos, las cuales aprovechan también los habitantes para surtido de sus casas, y abrevadero de sus ganados: además de las tierras empleadas en cultivo, comprende varios trozos de monte alto y bajo, que proporcionan combustibles y buenos y abundantes pastos. Los caminos son carreteros y se hallan en bastante mal estado por el abandono con el que se les mira. Productos: trigo, centeno, truchas y hortaliza; mucho lino, castañas, patatas y nueces; cría ganado vacuno, de cerda, lanar y cabrío; hay caza de perdices y algunos animales dañinos. Industria: filadura y tejidos de lana y lino. Población:  vecinos 10; 20 almas. Contribución con el pueblo de Quintanilla de Losada, en cuyo cupo va incluido el de este lugar.
Pascual Madoz.

## Datos básicos
- Tiene una población de 18 habitantes (INE 2016).*